# María Alejandra Bruzual
María Alejandra Bruzual (c. 1980-Valencia, Venezuela, 14 de octubre de 2023) fue una jockey venezolana.

## Carrera
María Alejandra era licencia en administración de profesión. Obtuvo su primera victoria en abril de 2007 en el Hipódromo de La Rinconada con el purasangre The Congo, fecha desde la cual se mantuvo activa en el deporte. En el hipódromo de Monterrico, en Perú, participó en el Campeonato Internacional de Jockeys, donde ganó una de las competencias. El 26 de junio de 2022 obtuvo su última victoria en el Hipódromo de la Rinconada, sobre Queen Clementina, y en 2023 resultó ganadora en el Hipódromo de Valencia en tres oportunidades.
María Alejandra falleció el 14 de octubre de 2023, en el Hipódromo de Valencia, al caerse de su montura Sun Cab durante la cuarta carrera válida del día. Recibió primeros auxilios por parte del servicio médico del Hipódromo y fue trasladada a una clínica en Valencia, pero llegó al centro médico sin signos vitales.

## Vida personal
El también jinete Luis Francisco Martín fue compañero sentimental de Bruzual.